# Canzone per te
Canzone per te è un brano musicale composto da Luis Bacalov, Sergio Bardotti e Sergio Endrigo, vincitore del Festival di Sanremo 1968 nell'interpretazione dello stesso Endrigo e di Roberto Carlos.

## Descrizione
Il testo narra di un amore talmente bello che non riesce a finire. Si desidera che il dolore per la fine di questo amore possa cessare perché entrambi tornino a voler bene ad un'altra persona.

## La vittoria a Sanremo e polemiche
(Fabrizio De André a commento della vittoria di Sergio Endrigo a Sanremo)
Endrigo vince il Festival alla sua terza partecipazione, dopo Adesso sì (ottava nell'edizione del 1966) e Dove credi di andare (settima nell'edizione del 1967).  Adriano Celentano, arrivato terzo con Canzone di Don Backy, in polemica con la giuria del festival, lascia la sala al momento della premiazione.

## Pubblicazione
Dopo il Festival, Endrigo pubblicò il singolo Canzone per te/Il primo bicchiere di vino, mentre Carlos pubblicò Canzone per te/È tempo di saper amare.

## Classifiche

### Classifica annuale
| Classifica (1968) | Posizione | Artista        |
| ----------------- | --------- | -------------- |
| Italia            | 29        | Sergio Endrigo |
| Italia            | 48        | Roberto Carlos |

La versione di Roberto Carlos raggiunse la terza posizione nella classifica delle vendite in Argentina.

## Cover
Il brano è stato oggetto di numerose reinterpretazioni da parte di altri artisti. Nel 1968 Mina ne incide una propria versione in italiano ed una in spagnolo e nello stesso anno Giorgio Carnini esegue una versione strumentale per il suo album Giorgio Carnini all'organo Hammond X-66, pubblicato anche in Turchia e Venezuela. Sempre nel 1968 il gruppo Los Catinos esegue una versione in spagnolo dal titolo Canción para tí, inserita nell'album del 1991 Canciones románticas.
Nel 1974 la cantante portoghese Amália Rodrigues la esegue in italiano per il suo album Amalia in Italia. Altre incisioni in italiano sono state successivamente realizzate da Ornella Vanoni, Claudio Baglioni e Gianni Morandi. Nel 1989 Enrico Ruggeri ha inciso la canzone nel suo album Contatti; successivamente, in un suo concerto nel 2005, ha elogiato Endrigo eseguendone il brano. Nel 1992 George Dalaras con Haris & Panos Katsimihas ne incise una versione nell'LP Υπαρχη  Λόγος (Iparhi logos).
Nel 2003 Orietta Berti ne incise una versione pubblicandola nel suo album Emozione d'autore. Elisa ha interpretato il pezzo al Festival di Sanremo 2010, per onorare la canzone italiana nel mondo nella serata dedicata. Simone Cristicchi lo propone al Festival di Sanremo 2013, nella serata "Sanremo Story" dedicata alle canzoni presentate in passato alla manifestazione.
Nel 2015 il trio Il Volo ha realizzato una propria versione del brano, pubblicandola come secondo singolo dal loro EP Sanremo grande amore.